# Gliwickie Spotkania Chóralne
Gliwickie Spotkania Chóralne – międzynarodowy festiwal chórów odbywający się nieprzerwanie od 1980 roku w Gliwicach, organizowany przez Akademicki Chór Politechniki Śląskiej.

## Cele
- popularyzowanie polskiej i światowej muzyki chóralnej,
- prezentacja dorobku zaproszonych zespołów,
- kształtowanie i rozwijanie zamiłowań artystycznych i wokalnych,
- wymiana muzycznych doświadczeń
- wymiana koncertowa z zaproszonymi zespołami.

## Historia
Spotkania chóralne są organizowane przez Akademicki Chór Politechniki Śląskiej. Od 1980 do 2009 r. odbyło się 29 edycji festiwalu. Festiwal nie odbył się jedynie w 1982 r. Festiwal trwa trzy dni, w trakcie których odbywają się przeglądy chórów polskich i zagranicznych. Chóry prezentują repertuar świecki i sakralny. Do tej pory na spotkaniach chóralnych wystąpiły chóry m.in. z Danii, Rosji, Włoch, Czech, Słowacji, Francji i Węgier. Polskę reprezentowany chóry m.in. z Poznania, Krakowa, Gdańska, Cieszyna, Wrocławia, Warszawy, Zabrza, Katowic.